# Combate del Bañado
El Combate de Bañado ocurrió en la Provincia de Salta en el marco de la Guerra por la Independencia Argentina y se desarrolló durante la Invasión de De la Serna a Jujuy y Salta. El enfrentamiento bélico  se dio el día 21 de abril de 1817, en el paraje el Bañado, cerca de la localidad de El Carril. En dicha conflagración se enfrentaron  los gauchos del Gral. Güemes, derrotando a las tropas del realista Coronel Sardina, quien ya previamente había tenido diversos encuentros con las fuerzas patriotas en varios lugares del norte, los cuales lograron desmoralizar el avance español.  

## Desarrollo del enfrentamiento
El coronel Sardina, al frente de una columna compuesta por más de 650 hombres, 500 infantes, 180 soldados de caballería y una pieza de artillería, había salido de Salta, en dirección al Caserío del Bañado con intención de atacar al Gral. Martín Miguel de Güemes y apoderarse de los ganados que suponía concentrados en aquel punto y que tanta falta hacían a los realistas encerrados en la plaza capitalina. Desde de que salió de la ciudad se vio hostilizado por ambos flancos por numerosas bandas de campesinos. Al aproximarse a Cerrillos empezó el combate, que iniciado por los gauchos de Burela, fue prontamente complementado por los escuadrones de Bonifacio Ruiz de los Llanos y Pedro Zabala, que intentaron detener al enemigo sin conseguirlo. Aunque la vigorosa carga alarma y confunde de gran modo a los españoles, veteranos realistas resisten, pero al final ceden terreno y se repliegan hacia la casa de Gauna en Sumalao. Sardina quiere arrollarlos pero al llegar los realistas al Bañado, se encontraron con la columna patriota de Latorre, que les aguardaba en actitud de combate. Vicente Sardina atacó, pero al hacerlo, salieron valerosamente de los bosques inmediatos una partida de gauchos del alférez Leytes y otra de Infernales, al mando de Rojas, las que acuchillaron a la infantería realista, desapareciendo como una nube, cuando el enemigo, repuesto y reforzado, formalizaba la defensa y se proponía repeler el ataque. No encontrando en el Bañado el ganado que buscaban, creyeron los españoles hallarlo en la Quebrada de Escoipe. En el camino fueron atacados de nuevo, cayendo mortalmente herido el jefe de la expedición realista, Sardina. A la muerte de este es reemplazo el coronel  Antonio Vigil quien ordena volver a Salta por Rosario de Lerma y evitar el camino de El Carril. Pero los gauchos de Burela y Olivera se adelantan, arman cinco emboscadas y les causan a los realistas la pérdida de un oficial, cuatro soldados y varios equinos. Después de varios días de constante lucha, la columna española pudo llegar a Salta, diezmada y abatida.

## Conclusión
Con estos resultados, el General español De la Serna toma conciencia de la imposibilidad de llegar a Tucumán. Ante estas perspectivas reúne la Junta de Guerra y deciden retroceder a Tupiza, finalmente, el 4 de mayo de 1817, por la noche, los realistas se retiran de Salta totalmente derrotados.[cita requerida]